# Scrophularia scorodonia var. scorodonia
Scrophularia scorodonia subsp. scorodonia é uma variedade de planta com flor pertencente à família Scrophulariaceae. 
A autoridade científica da variedade é L., tendo sido publicada em Sp. Pl. 620 (1753).

## Portugal
Trata-se de uma variedade presente no território português, nomeadamente em Portugal Continental, no Arquipélago dos Açores e no Arquipélago da Madeira.
Em termos de naturalidade é nativa das três regiões atrás indicadas.

## Protecção
Não se encontra protegida por legislação portuguesa ou da Comunidade Europeia.